# Riera d'Arbúcies
La riera d'Arbúcies neix al coll de Sant Marçal, sota el massís de les Agudes (Massís del Montseny), i recorre de dalt a baix tot el terme municipal d'Arbúcies. Al llarg del seu recorregut rep aigües de la riera Xica, de la riera de la Pineda i de la riera de les Truites. En el seu pas per la població d'Arbúcies s'hi pot trobar el Passeig Santiago Rusiñol. Prenent el sender que transcorre paral·lel a la riera sota l'ombra de la vegetació fluvial. En aquest tram s'hi troben bancs per seure a prendre la fresca.

## Medi físic
L'Espai natural està traçat longitudinalment pel curs fluvial de muntanya - la riera d'Arbúcies - que neix als contraforts del massís del Montseny. Aquest riu drena una conca de roques magmàtiques, amb una important cobertura forestal, que genera una llera de sauló amb còdols arrodonits. La qualitat de les seves aigües, segons paràmetres fisicoquímics i de macroinvertebrats, són bons o molt bons.
- Impacte: Tot i la bona qualitat de les seves aigües, el curs fluvial de la riera d'Arbúcies travessa zones habitades i àmbits amb explotacions econòmiques on rep els seus afluents. Les plantes al·lòctones colonitzen el bosc de ribera.
- Vulnerabilitat: Cal remarcar la vulnerabilitat d'algunes comunitats vegetals ripàries, així com d'espècies de fauna d'alt interès com la llúdriga.

## Declaració, planificació i gestió
L'Espai Natural Protegit de la Riera d'Arbúcies va ser incorporat al PEIN pel Decret 328/1992, pel qual s'aprova el PEIN. Aquest Espai va ser declarat per primera vegada com a LIC l'any 1997, i posteriorment va ser ampliat com a espai Natura 2000 mitjançant l'Acord del Govern 112/2006, de 5 de setembre, que aprova la xarxa Natura 2000 a Catalunya (DOGC 4735 de 6-10-2006)

## Biodiversitat
La funció principal dels espais naturals protegits de Catalunya és conservar mostres representatives de la fauna, la flora i els hàbitats propis del territori, de manera que es puguin desenvolupar els processos ecològics que donen lloc a la biodiversitat (l'àmplia varietat d'ecosistemes i éssers vius: animals, plantes, els seus hàbitats i els seus gens).
La riera d'Arbúcies presenta un dels sistemes humits d'aigües corrents i estancades, faunísticament més ric i divers de tot el conjunt Montseny-Montnegre. La seva conservació és important, sobretot per contenir remarcables elements de fauna, com és el cas de la llúdriga.

### Fauna
Des del punt de vista de la fauna íctica conté diversos elements mediterranis d'origen europeu, amb espècies com la truita comuna (Salmo trutta), l'anguila (Anguilla anguilla), el barb comú (Barbus graellsi), la madrilla (Chondrostoma toxostoma) i la bagra (Leuciscus cephalus). D'altra banda, el bon estat de conservació dels riberals i de les aigües permet la presència de la llúdriga (Lutra lutra). Des del punt de vista dels altres vertebrats, els hàbitats de la riera també són interessants, a causa de l'exuberància de la vegetació, que és impenetrable en alguns punts.

### Vegetació i flora
La verneda és la vegetació pròpia de les ribes de la riera d'Arbúcies, amb freixenedes de fulla gran, tot i que la competència que hi fan les espècies que s'han introduït per a la producció de fusta és important com, per exemple, la robínia i el plàtan d'ombra. Malgrat tot, la seva coberta vegetal té gran interès ecològic i paisatgístic.

## Aspectes socioeconòmics d'interès
En aquesta riera s'hi realitza un aprofitament de les aigües i també s'hi practica la pesca esportiva. L'Espai conté rescloses i una carretera perimetral.
- Usos del sòl:
  - Terres agrícoles i àrees antròpiques - 58,78%
  - Boscos - 33,02%
  - Aigües continentals - 8,19%[1]